# Парушево
Парушево (пол. Paruszewo) — село в Польщі, у гміні Стшалково Слупецького повіту Великопольського воєводства.
Населення — 347 осіб (2011).
У 1975-1998 роках село належало до Конінського воєводства.

## Демографія
Демографічна структура станом на 31 березня 2011 року:
|          | Загалом | Допрацездатний вік | Працездатний вік | Постпрацездатний вік |
| -------- | ------- | ------------------ | ---------------- | -------------------- |
| Чоловіки | 175     | 41                 | 125              | 9                    |
| Жінки    | 172     | 55                 | 85               | 32                   |
| Разом    | 347     | 96                 | 210              | 41                   |